# Afaloicai (Baguia)
Afaloicai ist ein osttimoresischer Suco im Verwaltungsamt Baguia (Gemeinde Baucau).

## Geographie
Der Suco liegt im Südwesten des Verwaltungsamts Baguia. Nördlich liegt der Suco Osso Huna. Im Nordwesten liegt das Verwaltungsamt Quelicai mit seinem Suco Laisorolai de Cima. Im Süden grenzt Afaloicai an die Gemeinde Viqueque, wobei im Südwesten das Verwaltungsamt Uato-Lari mit den Sucos Vessoru, Babulo und den ebenfalls Afaloicai genannten Suco liegt. Im Südosten liegt der dritte Suco mit diesen Namen, der zum Verwaltungsamt Uatucarbau gehört. Zwei Berge im Suco sind der Suliala und der Watulei-kidu.
Der Suco teilt sich in die vier Aldeias Buibela, Lena, Oqui-Lari (Oquilari) und Uai-Mata. Vor der Gebietsreform 2015 hatte Afaloicai eine Fläche von 10,15 km². Nun sind es 16,13 km².
An der Nordostgrenze führt die Überlandstraße aus dem Ort Baguia. An ihr und an von ihr abgehenden kleinen Straßen liegen die größeren Orte des Sucos. Dies sind neben Afaloicai, Lacolu, Salai, Samalari (Makasae für „Banyanbaum“), Uai-Mata (Waimata) und Ulolaco. Der Ort Afaloicai liegt im Norden des Sucos, auf einer Meereshöhe von 986 m. Hier befindet sich die Grundschule des Sucos, die Escola Primaria catolica .

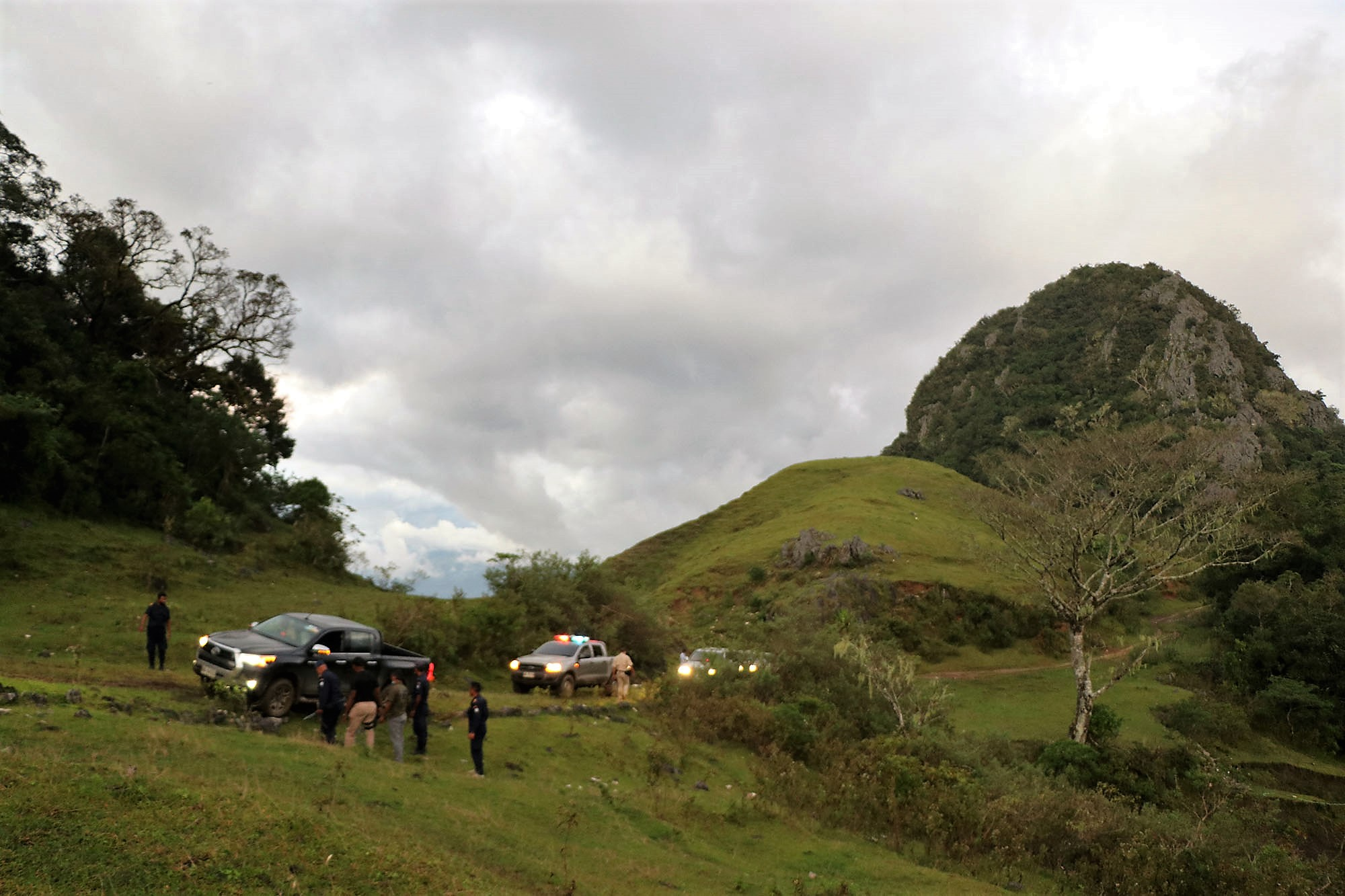
Unterwegs in Afaloicai
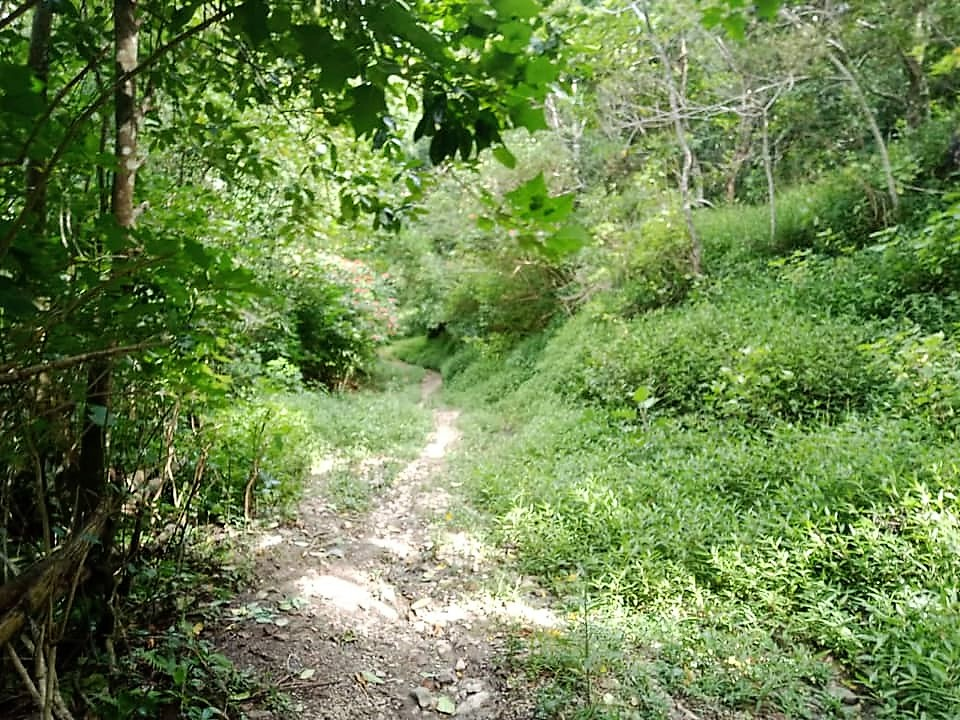
Teile von Afaloicai sind bewaldet
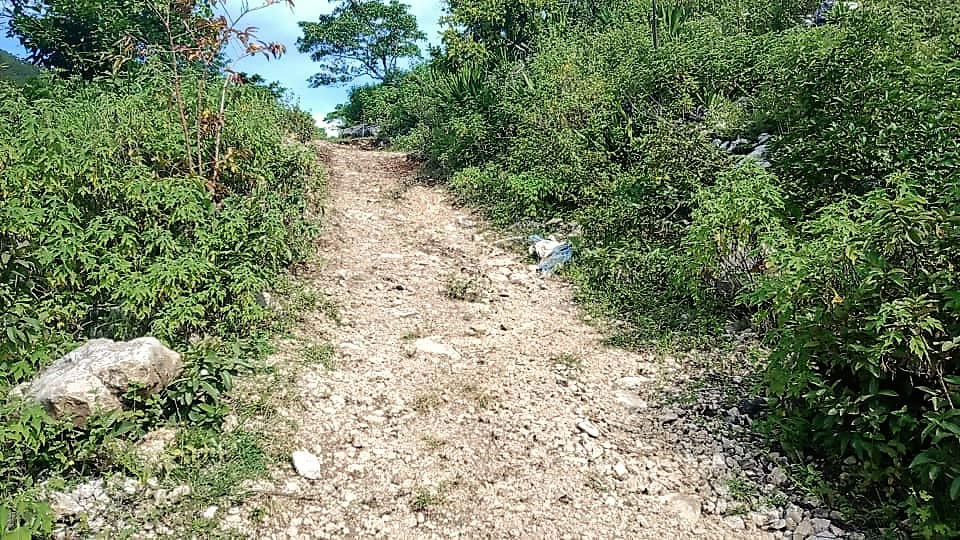
Gebiete mit üppiger Vegetation …
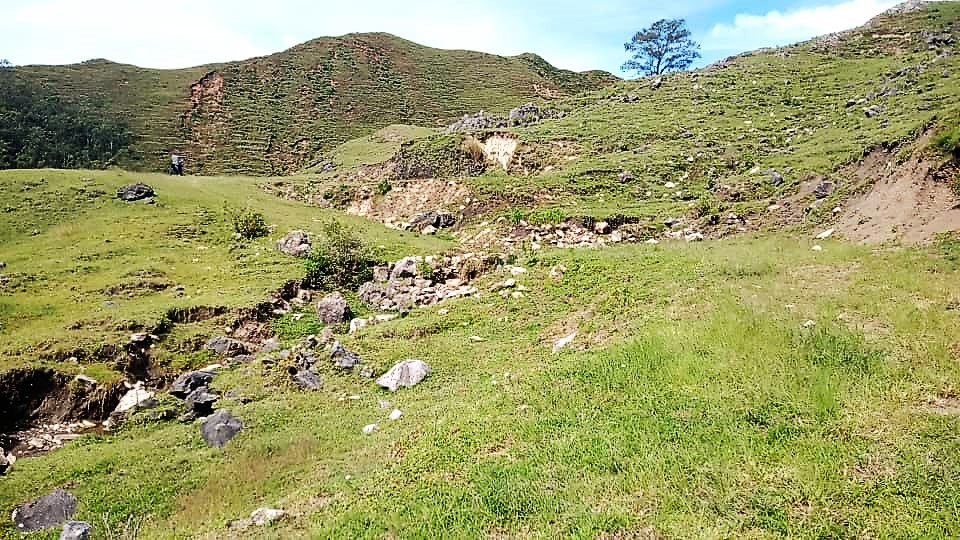
… wechseln sich mit kargen Hängen ab
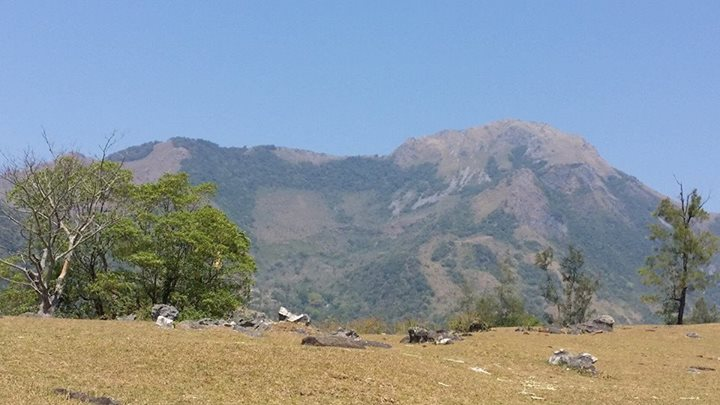
Der Watulei-kidu ist ein Berg zwischen Buibela, Uai-Mata und Oqui-Lari
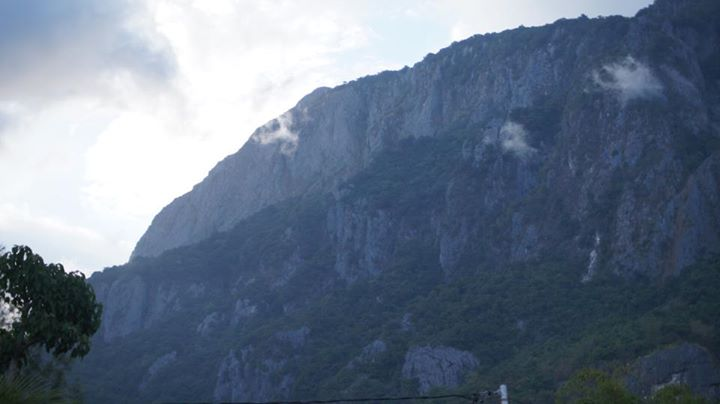
Der Suliala
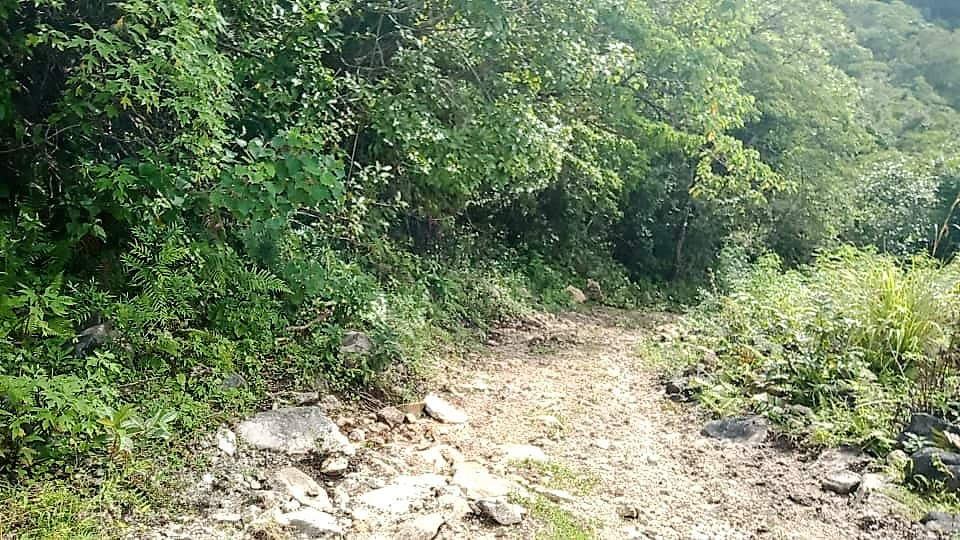
Wege sind oft unbefestigt …
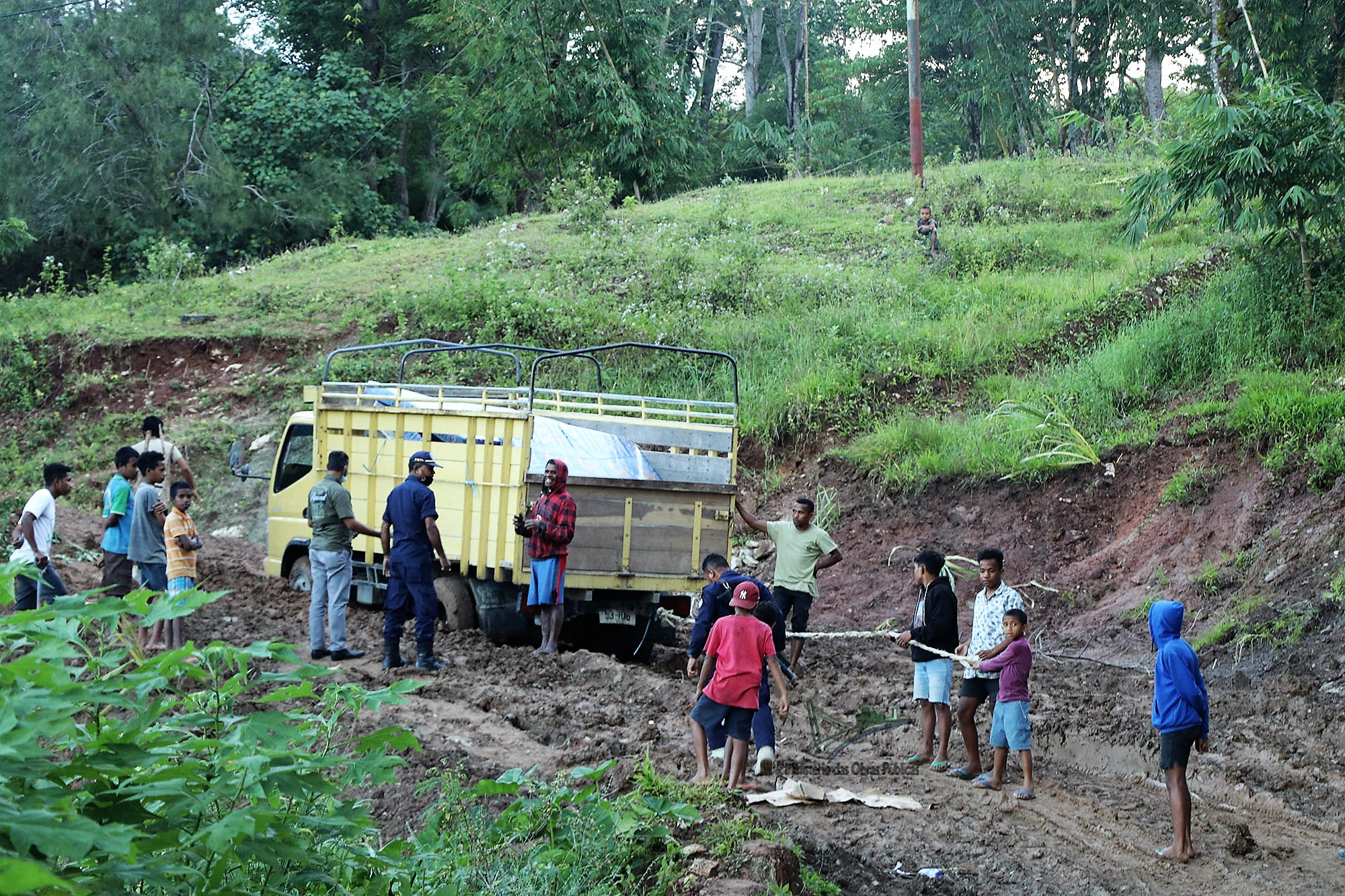
… was in der Regenzeit Folgen hat

## Einwohner
In Afaloicai leben 791 Einwohner (2022), davon sind 401 Männer und 390 Frauen. Im Suco gibt es 171 Haushalte. Über 80 % der Einwohner geben Naueti als ihre Muttersprache an. Über 15 % sprechen Makasae.
Aus Afaloicai stammt der Politiker Júlio Tomás Pinto, der von 2007 bis 2015 Osttimors Staatssekretär für Verteidigung war.

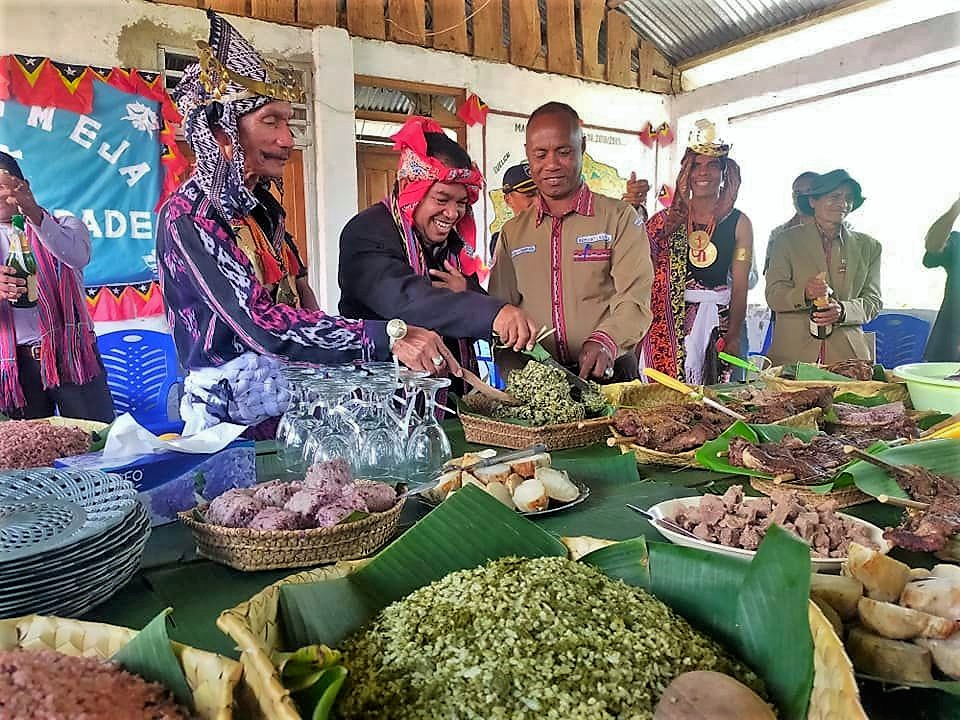
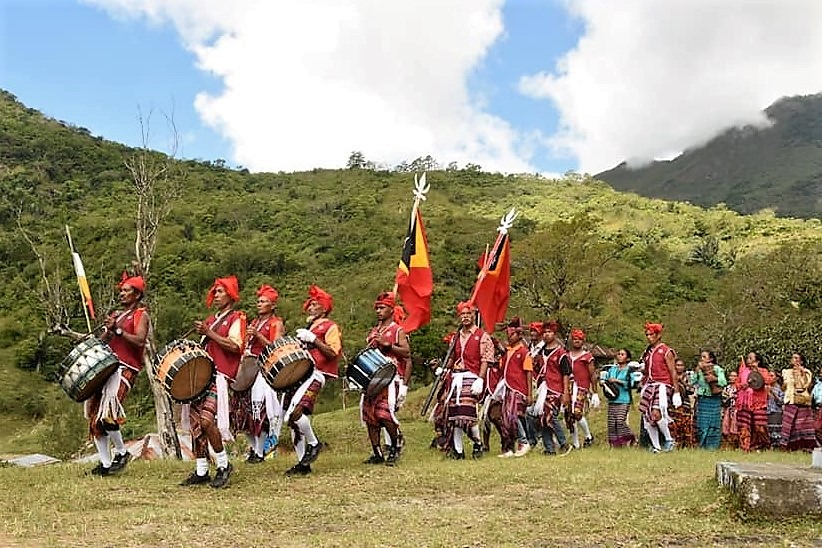
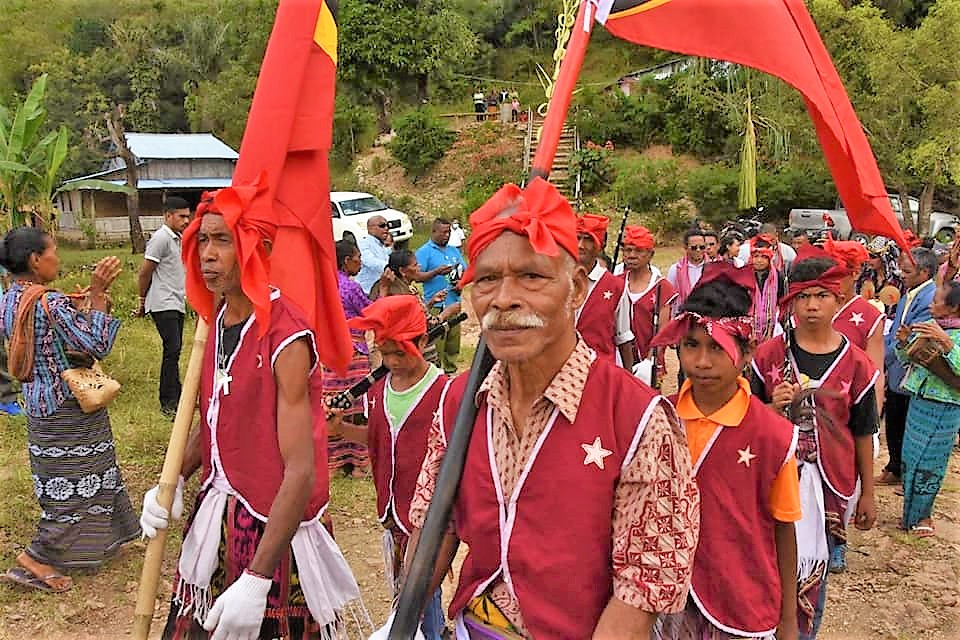
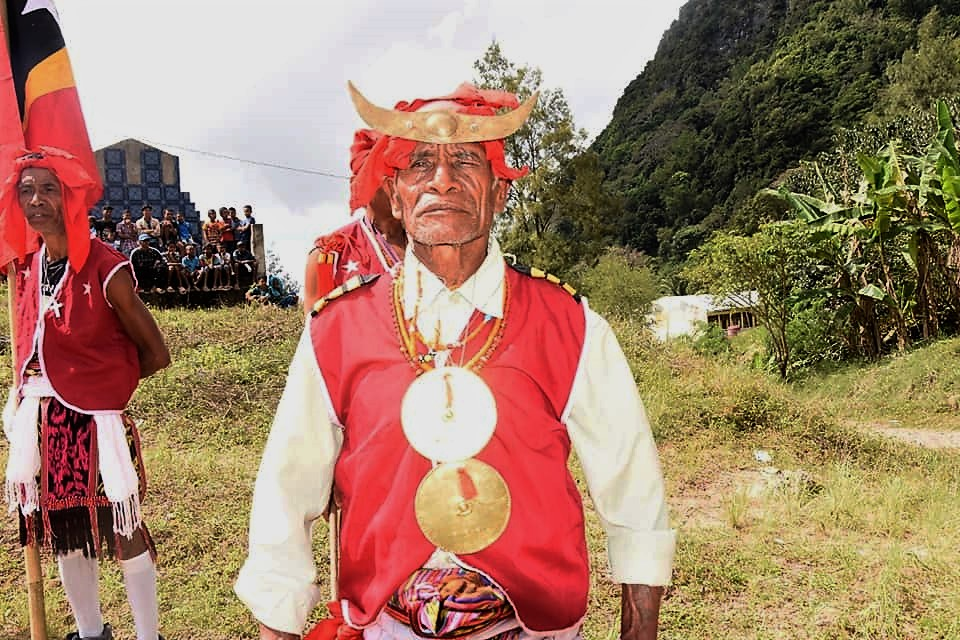
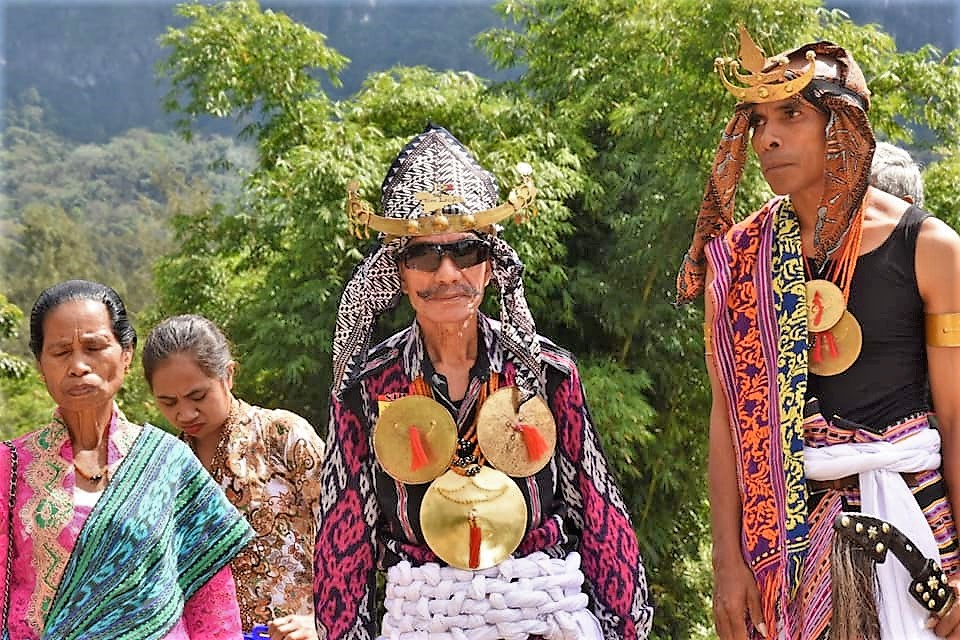
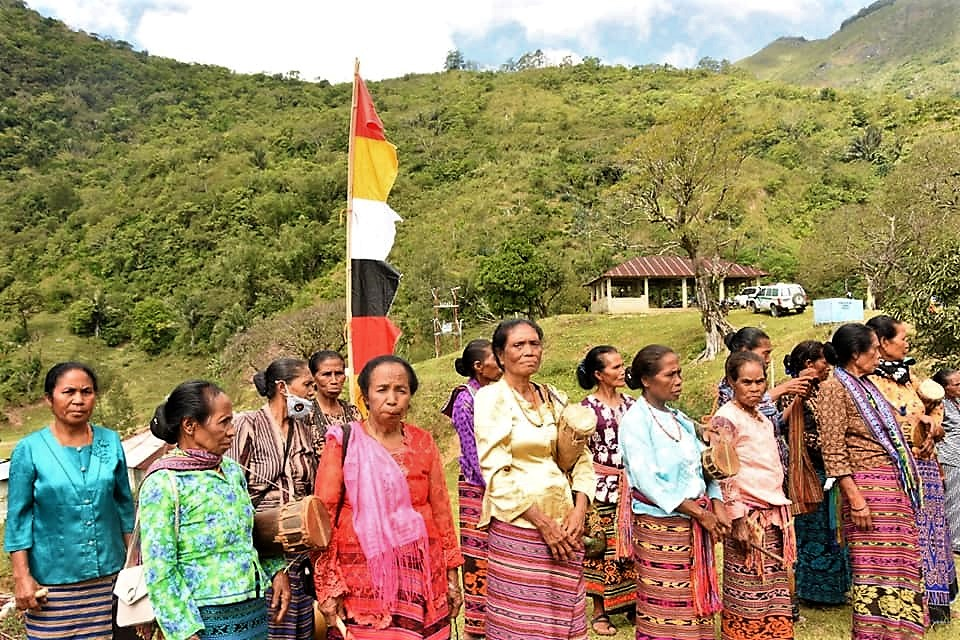

## Geschichte
Afaloicai war ein traditionelles Königreich im Osten Timors. Sein Territorium wurde in der portugiesischen Kolonialzeit auf die heutigen Gemeinden Baucau und Viqueque aufgeteilt.

## Politik

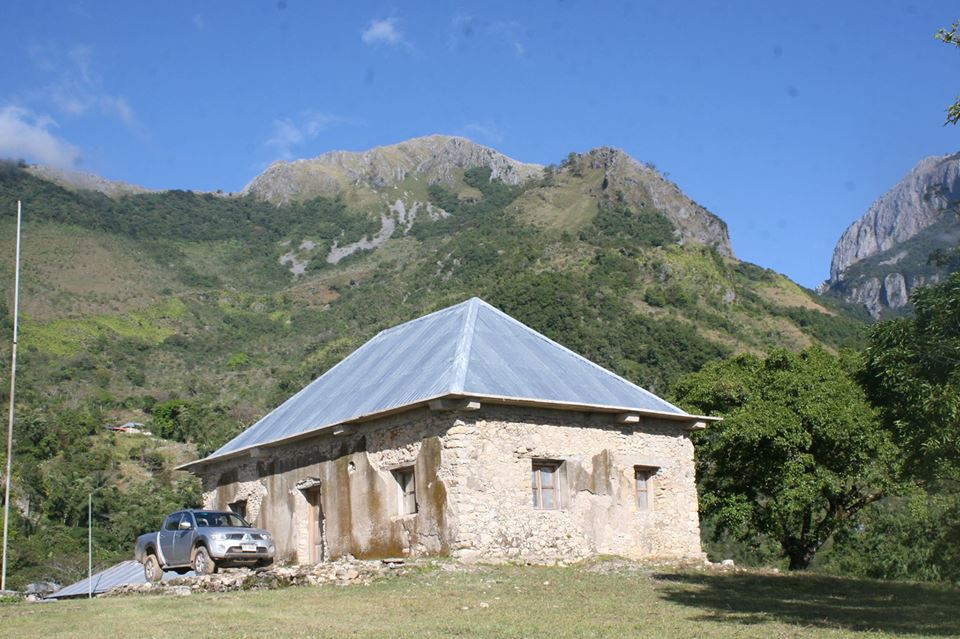
Das Verwaltungsgebäude des Sucos

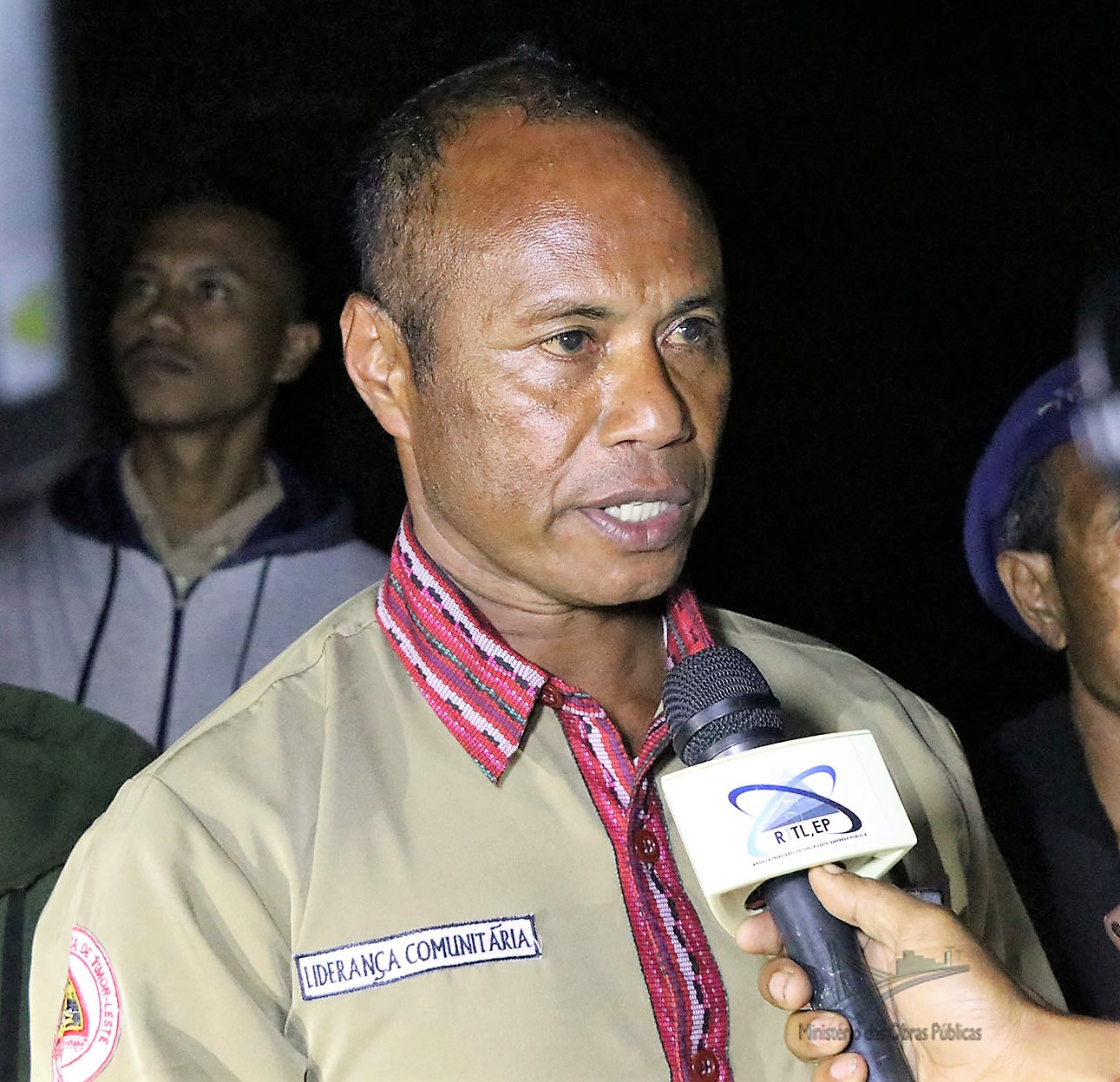
Germano João Baptista (2021)

Bei den Wahlen von 2004/2005 wurde António Pires zum Chefe de Suco gewählt. Bei den Wahlen 2009 gewann Germano João Baptista und wurde bei den Wahlen 2016 und 2023 in seinem Amt bestätigt.
2023 wurden als Chefe de Aldeias gewählt: Julio Ribeiro Pinto (Buibela), Sergio Menezes (Lena), Julio da Costa Guterres (Oqui-Lari) und Nicolão Pinto do Rosario (Uai-Mata).